# Альфрик
А́льфрик (др.-сканд. Álfríkr) — в германо-скандинавской мифологии один из карликов (двергов). Вместе с Берлингом, Двалином и Грэром он выковал волшебное ожерелье Брисингамен для Фрейи. По некоторым преданиям, платой за ожерелье была ночь, проведенная с Фрейей, для каждого из гномов-создателей.
История с ожерельем — единственное известное упоминание Альфрика в скандинавском (норвежско-исландском) эпосе. Имя переводится как «альв-правитель», и единственный раз встречается на шведском руническом камне U 37 (alfrikr), не появляясь более ни в шведских рунических, ни в средневековых актовых записях. В Дании имя являлось редким, известны три рунических камня DR 8, DR 9 (alfrik) и DR 7 (alfr-k) и три средневековых упоминания (на монете (+ALFRIC из Линкольна, работавший на короля Хардекнуда в Дании), имя одного епископа и одного священника).
Якоб Гримм, изучавший германскую мифологию в XIX веке, указывал на упоминание Альфрика в Вилькинасаге. Гримм указывает, что, поскольку карлики и альвы (альбы) у германцев четко различались, появление среди карликов имен «Альфрик», «Гендальфрик» (Gandâlfr) и «Виндальфрик» (Vindâlfr) указывает на наличие родственных связей между альбами и карликами. Другое свойство карликов (и альвов), которое подчеркивается в Вилькинасаге на примере Альфрика — они являются ворами, «добывайками». Про Альфрика в саге говорится, что он был великий вор. Гномов и эльфов в нижненемецких сказках особенно интересовали гороховые поля.